# 魔法使いのたまごたち
『魔法使いのたまごたち』（まほうつかいのたまごたち）は、雑破業原作、石川マサキ作画の漫画作品。魔法使いを養成する全寮制女学園の新入生となった6人の少女たちの成長物語を中心に、コメディとシリアスを交えた学園漫画。少女達の交流と心の変化が描写され、女学校という舞台故に百合的要素が垣間見られる。

## あらすじ
魔法が世界を支配する理としての立場を終えつつあり、科学がそれに取って代わろうとしている時代。男性の魔法使いはほぼ皆無の状態となり、女性の魔法使いが辛うじて幅を利かせている頃の話である。
その年ダンデライオン魔法女学園に入学した新入生の中に6人の少女たちがいた。彼女等が学園へ向かう途中でチェルシーの荷物が置き引きに遭い、6人全員が騒ぎに巻き込まれる。そのため入寮式に遅れたことを理由に、彼女らは本来の寮とは離れた分館を割り当てられる羽目になってしまう事に。
それ以来6人は「分館組」と呼ばれ、寮監先生と一緒の共同生活が始まった。彼女らはリングメイトとして友情を育み、一人前の魔法使いを目指す。

## 用語
ダンデライオン魔法女学園
丘の上に建つ全寮制の女学園。各地で魔力検査により魔力有りと判定された女生徒が集められている。魔力の持ち主には奨学金が出るため、貧しい家庭の子供でも入学できる。カリキュラムは魔法関係だけでなく、語学・化学・芸術・家庭科など広範囲に渡る。生徒は校章として指輪を与えられ、中指にはめる。寮で同室となった二人はリングメイトと呼ばれ、この指輪を互いに交換するしきたりがある。丘の麓にはヒルズサイドという小さな町がある。
ヒルズサイド
ダンデライオン魔法女学園のある丘の麓にある小規模な町。ダンデライオン魔法女学園のお膝元という事もあってか、他の町よりかは若干経済的には潤っているはいるものの、魔法使いの絶対数が少なくなりつつある事もあってか、余り治安その物は良くなく、置き引き等がいたりする。

## 登場人物
パム（パメラ・パッカード）
田舎出身のボクっ娘。歯っ欠けがトレードマーク。分館組の中で背が一番低い。前向きな慌てん坊として6人の牽引役になる。かつて峠の道で母と馬車に乗っていた際に雷の直撃を間近で喰らい馬車ごと崖から落ちてしまい自分は助かったものの母親を亡くしたトラウマから雷が大嫌いだがその事は他人には秘密にしている。食いしん坊で食べ物の臭いに釣られると忽然と姿を消し臭いの元に行ってしまう癖があるが、本人はその気が無いのでその度人のせいにしている。
クリス（クリスティナ・コットン）
パムのリングメイト。ショートカットの優しく献身的な地味目の少女。物語の端々で強力な魔法使いとしての資質の片鱗を見せている。出自に秘密があり、同室のパムにはその事はバレてしまっているが、彼女とリングを交換した際に2人だけの秘密にした。
サラ（サラ・スミス）
癖っ毛にそばかすの気さくな少女。関西弁によく似た「西部訛り」で喋る。分館組きってのツッコミ役。悪気は無いとは言え思ったままに喋ってしまい、舌禍を招くこともある。
フラン（フランチェスカ・ロウ）
サラのリングメイト。分館組の中で背が一番高いわりに声が小さく、気も小さい。女らしさが欠ける装いで、サラに兄ちゃん呼ばわりされた。引っ込み思案で、鬱屈を溜め込んでしまうところがある。背が高い事にコンプレックスを持っている。
リズ（エリザベス・エプスタイン）
縦ロールの金髪少女。フランに次いで背が高く、態度も大きい。裕福な家庭の出身だが以外と努力家であり一度仕事や宿題を放り出してみたりはするが結局は皆と一緒にやっていたりする。歌唱力は破滅的に悪い。チェルに対してはツンデレ気味だが、彼女の度を越えた擦り寄りには若干引き気味。
チェル（チェルシー・マクファーランド）
リズのリングメイト。長い黒髪の少女。装いはやや少女趣味でいつも熊の縫いぐるみを抱いて寝ている。ドジっ娘。リズと打ち解けてからはべったりで、リズの方が受身になるほどの擦り寄りを見せる為、彼女からは百合疑惑を持たれている。
リナ・ケント
分館の寮監。6人の面倒を見る。いい加減なところあり、一応ダンデライオンの卒業生の筈だが料理が殆ど出来ない為、寮の再初期食卓にはパンやカンズメが並ぶ程度だった。教員としては体育を担当する。
ポーラ
分館の寮母。料理上手。リナのリングメイト。
キャシー・バックリー
分館組を含むI年IV組の担任。古代語を担当する。規則にうるさく、事件に巻き込まれて遅れてしまっていた6人の事情を汲む事なく6人を分館送りにし、要注意と判断し分館組と命名する程。

## 単行本
1. ISBN 4-06-373014-X
2. ISBN 4-06-373050-6
3. ISBN 978-4-06-373081-4